# Sphecodes intermedius
Sphecodes intermedius är en biart som beskrevs av Blüthgen 1923. Sphecodes intermedius ingår i släktet blodbin, och familjen vägbin. Inga underarter finns listade i Catalogue of Life.